# Sinaloa, Sinaloa
Sinaloa là một đô thị thuộc bang Sinaloa, México. Năm 2005, dân số của đô thị này là 85017 người.